# La Vega, Tihuatlán
La Vega är en ort i Mexiko.   Den ligger i kommunen Tihuatlán och delstaten Veracruz, i den sydöstra delen av landet, 230 km nordost om huvudstaden Mexico City. La Vega ligger 13 meter över havet och antalet invånare är 266.
Terrängen runt La Vega är huvudsakligen platt, men västerut är den kuperad. Runt La Vega är det ganska tätbefolkat, med 120 invånare per kvadratkilometer. Närmaste större samhälle är Tuxpan de Rodríguez Cano, 13,3 km nordost om La Vega. Trakten runt La Vega består till största delen av jordbruksmark.